# Sœurs Dionne
Pour les articles homonymes, voir Dionne.

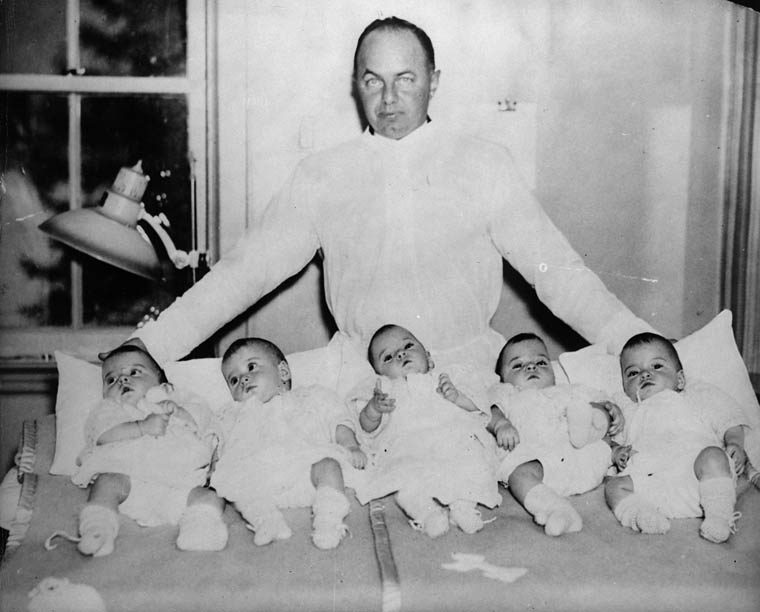
Mitchell Hepburn et les quintuplées Dionne en 1935

Les sœurs Dionne (dites aussi les jumelles Dionne ou les quintuplées Dionne), nées dans le village de Corbeil, en Ontario, au Canada, le 28 mai 1934, sont les premiers quintuplés connus à avoir survécu au-delà de la petite enfance.
La probabilité de donner naissance à des quintuplés identiques est d'une sur 57 millions. Les sœurs Dionne sont nées prématurées de deux mois avec l'aide du docteur Allan Roy Dafoe et de deux sages-femmes, Mme Legros et Mme Lebel.

## Présentation des quintuplées
Les cinq sœurs sont, par ordre de naissance :
- Yvonne Édouilda Marie Dionne (célibataire et sans enfants, morte à 67 ans à Montréal le 23 juin 2001 d'un cancer)[4] ;
- Annette Lillianne Marie Dionne (épouse de Germain Allard et mère d'un fils[5]), toujours en vie en 2025[6],[4] ;
- Cécile Marie Émilda Dionne (épouse de Philippe Langlois et mère de cinq enfants[7], morte à 91 ans à Montréal le 27 juillet 2025[8],[9]) ;
- Émilie Marie Jeanne Dionne (célibataire et sans enfants, morte à 20 ans au couvent le 6 août 1954 à Sainte-Agathe-des-Monts, d'une asphyxie accidentelle pendant une crise d'épilepsie)[4] ;
- Marie Reima Alma Dionne ou Marie Reine Alma (épouse de Florian Houle, infirmière mère de trois fils, morte à 35 ans le 27 février 1970, apparemment d'un caillot de sang dans le cerveau, à Montréal).

Dans leur livre Secrets de famille, Cécile, Yvonne et Annette Dionne révèlent qu'à la suite d'une attaque épileptique, Émilie est tombée sur le ventre et, incapable de soulever son visage d'un coussin, est morte étouffée accidentellement.

## Biographie

### Naissance

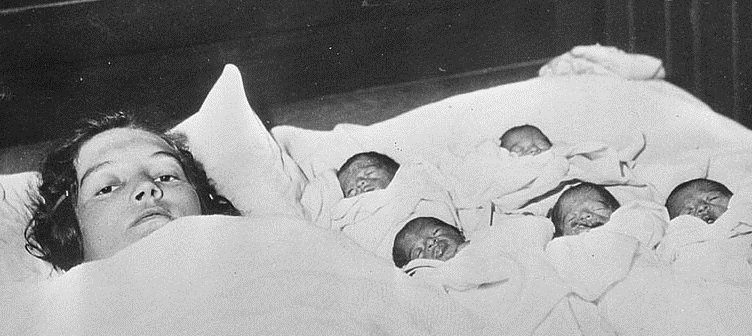
Les sœurs Dionne avec leur mère peu après l'accouchement.

Le père, Oliva Dionne, est né le 27 août 1903 à Corbeil. Francophone, il fait neuf années d'études qui lui permettent d'apprendre un peu l'anglais. Il épouse Elzire Legros, alors âgée de seize ans. Le couple est fermier et leur situation financière est bonne, contrairement à ce qu'affirme par la suite la presse qui parle toujours de « famille pauvre et illettrée ».
Quand naissent les cinq sœurs, leurs parents ont déjà cinq enfants (un sixième, Léo, était mort de pneumonie peu après sa naissance). Bien qu'elles soient associées à la ville de Callander, les sœurs Dionne sont nées à l'extérieur de la ville, dans une ferme sur un territoire non organisé, et leurs naissances furent déclarées au village de Corbeil.

### Exploitation
Leur père, Oliva Dionne, fut contacté par des forains deux jours après la naissance des quintuplées, pour lui demander d'exposer ses enfants dans des tournées dès que leur santé le leur permettrait. À contrecœur, après s'être mis d'accord avec sa femme Elzire, il signa un contrat. Il s'engagea avec la Chicago Century of Progress Exposition, une foire internationale, pour utiliser l'argent pour nourrir et vêtir sa famille brusquement agrandie. Les bébés devaient vivre dans un aménagement spécialement créé pour eux sur les foires. À cette époque, il était courant d'exposer dans des foires des prématurés dans leurs couveuses. Il se rétracta cependant le lendemain et annula ce contrat.

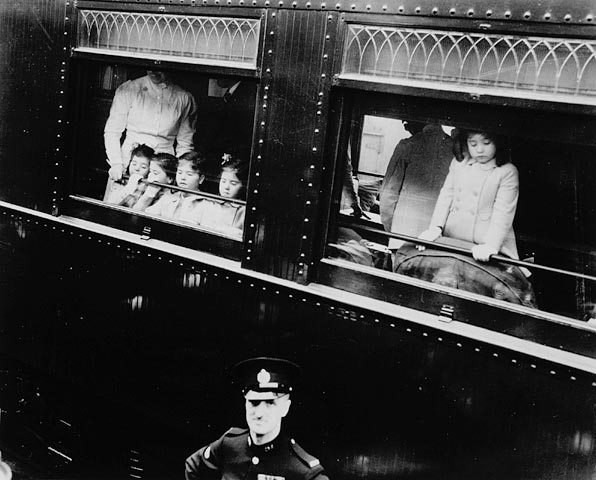
Les sœurs Dionne à Toronto en 1939, où elles furent présentées à la future reine Élisabeth II.

Cependant, l'opinion publique fut alertée par cette exploitation des nouveau-nés, et condamna rapidement les parents, en particulier Oliva. Rapidement, le gouvernement de l'Ontario fut mêlé à l'affaire. La garde des cinq bébés fut retirée à leurs parents par Mitchell Hepburn, premier ministre de l'Ontario en 1935, initialement pour une tutelle de deux ans. Les bébés furent confiés au docteur Dafoe et trois autres tuteurs. Ironiquement, alors que les sœurs Dionne avaient été retirées à leurs parents pour empêcher qu'elles soient exploitées et les garder en bonne santé, le gouvernement comprit vite l'intérêt porté à Cécile, Annette, Marie, Yvonne et Émilie, et se mit à les exploiter financièrement à son tour. Les fillettes furent déclarées pupilles de la couronne de la province jusqu'à l'âge de 18 ans. En face de leur lieu de naissance, l'Hôpital et Nursery Dafoe fut construit spécialement pour les fillettes et ceux qui s'occupaient d'elles. La galerie d'observation, où des milliers de personnes venaient voir, à travers des grillages, les quintuplées jouer deux fois par jour, devint une partie de « Quintland », une sorte de parc d'attractions où on vendait aussi des marchandises liées aux quintuplées.

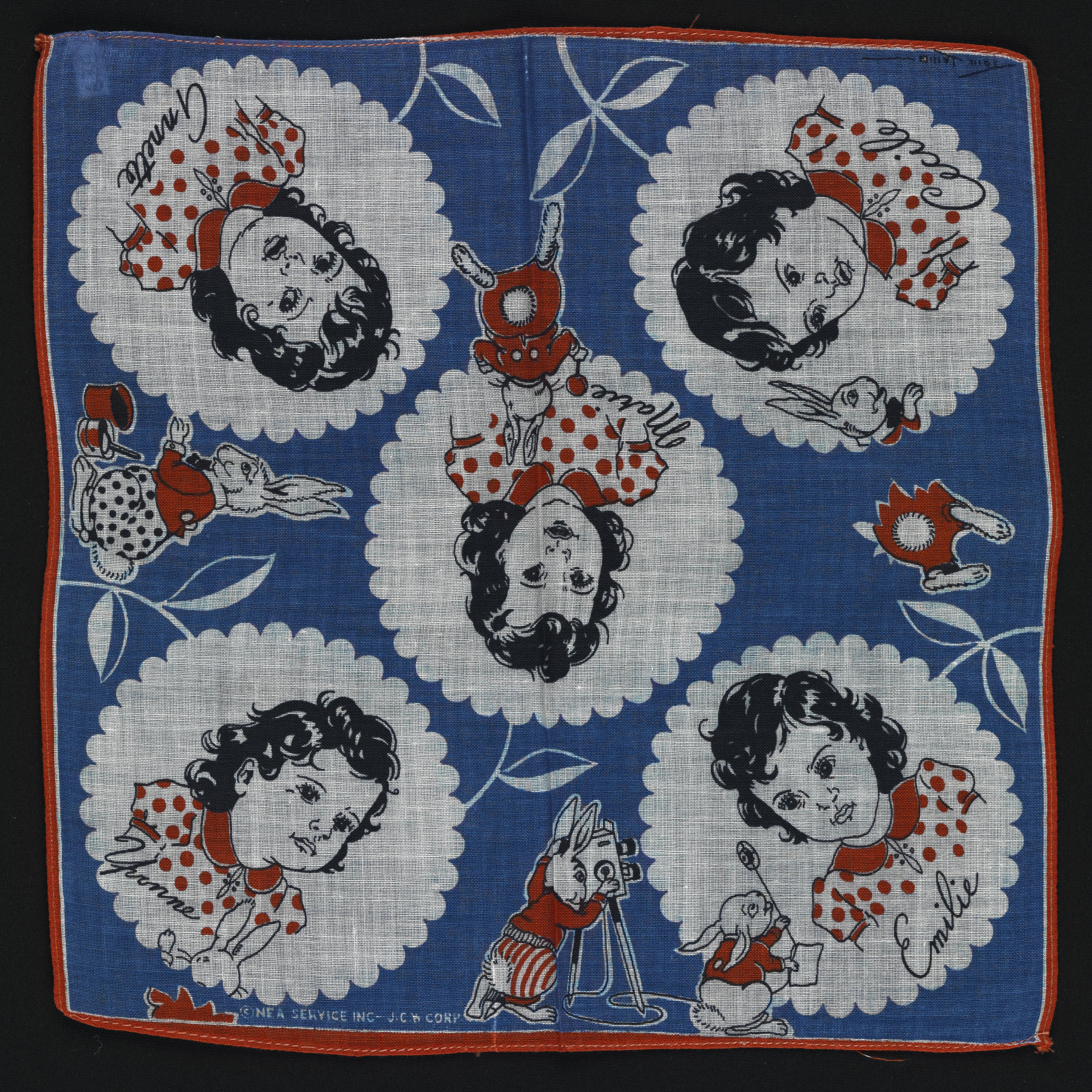
Mouchoir souvenir représentant les sœurs Dionne, vers 1942

La galerie attirait environ 6 000 personnes par jour pour voir les sœurs Dionne. Près de 3 millions de personnes la parcoururent entre 1936 et 1943. Les quintuplées rapportèrent plus de 50 millions de dollars de revenu touristique à l'Ontario par année. Quintland devint une attraction touristique, que certains considèrent comme plus populaire que les chutes du Niagara. Situé sur la route 94 à Corbeil, l'hôpital et la nourricière des cinq sœurs est situé en face de la maison natale de la famille Dionne. En 2021, malgré des tentatives pour déménager le bâtiment sur la ferme historique des Dionne,  il est décidé de détruire l'hôpital.
De leur petite enfance à l'âge de neuf ans, Marie, Cécile, Yvonne, Émilie et Annette vécurent à l'hôpital, et n'étaient pas autorisées à sortir, avoir des amis, participer aux fêtes familiales, aller à l'école du village ou avoir des contacts avec leurs parents ou leurs frères et sœurs. Élevées par des infirmières, qu'elles considéraient parfois comme des figures maternelles, les cinq fillettes vivaient essentiellement comme une seule entité, ne sachant pratiquement rien du monde à l'extérieur de l'hôpital.
Les sœurs et leur image, ainsi que le docteur Dafoe, furent utilisées pour des publicités pour des produits comme Quaker Oats et des milliers d'autres marques populaires. Elles furent les vedettes de quatre films de Hollywood : The Country Doctor (1936), Reunion (1936), Five of a Kind (1938) et Quintupland (1938)

### Retour en famille

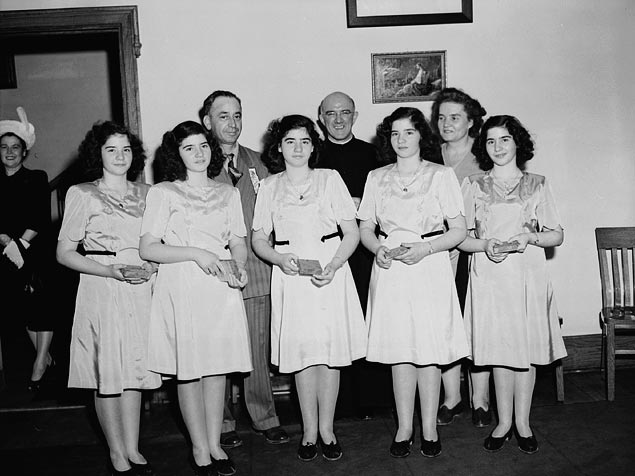
Les quintuplées en 1947.

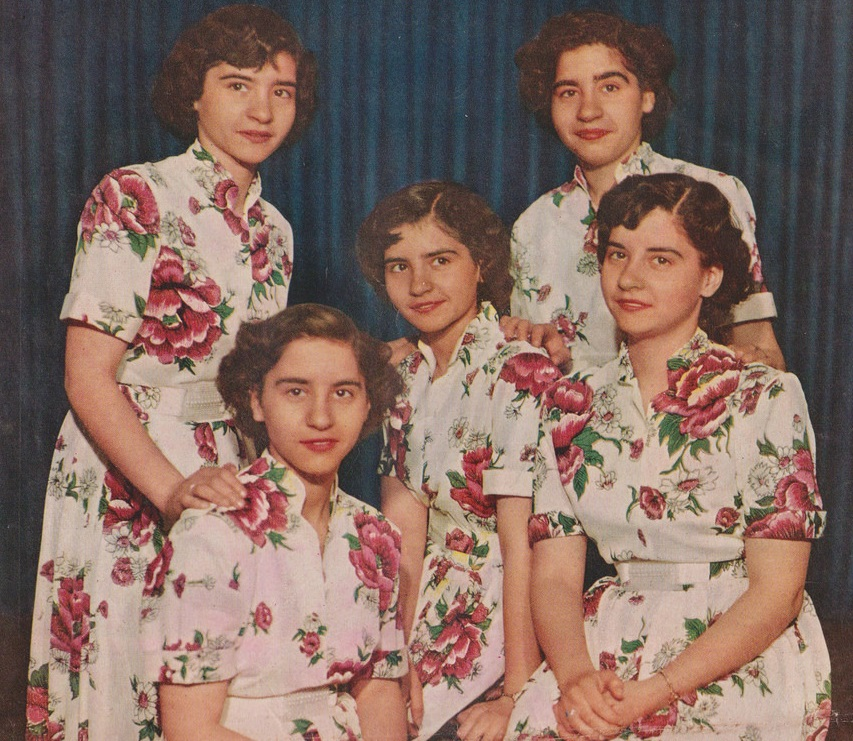
Les soeurs Dionne en 1952

En novembre 1943, Oliva Dionne finit par gagner une longue bataille judiciaire. Les quintuplées, âgées alors de neuf ans, déménagèrent dans un manoir situé en bordure de l'hôpital Dafoe de Quintland, rejoignant leurs parents et leurs frères et sœurs, qui étaient pratiquement des inconnus pour elles, afin d'y vivre en famille. Le manoir de briques jaunes de 20 pièces fut payé par les fonds des quintuplées, dont elles n'avaient pas connaissance à l'époque. Aujourd'hui, le manoir existe encore et a été transformé en centre d'hébergement de longue durée, la Nipissing Manor Nursing Care Centre.
L'élite franco-ontarienne a également joué un rôle dans leur libération et leur protection. L'Association canadienne-française d'éducation de l'Ontario ainsi réfuté le diagnostic de William E. Blatz, qui concluait à un retard de langage des fillettes après leur avoir fait passer des tests en anglais. La langue enseignée aux quintuplées a été une composante de cette bataille juridique, non sans lien avec leur exploitation économique.
Les parents soutenaient toujours vouloir mieux intégrer les filles au sein de l'unité familiale. Malgré ce fait, les filles voyageaient fréquemment pour participer aux nombreux événements et continuaient à s'habiller de façon identique. Selon les paroles des sœurs survivantes, leurs parents les traitaient comme une unité séparée et leur rappelaient les problèmes que leur existence avait causés à la famille. En conséquence, elles se sont souvent vu refuser les privilèges donnés aux autres enfants et ont reçu des punitions plus sévères que leurs frères et sœurs. Elles ont aussi dû exécuter une plus grande partie des travaux ménagers. Pendant des années, elles n'étaient pas au courant du fait que la maison, les voitures et la nourriture de la famille avaient tous été payés avec les fonds provenant des événements promotionnels auxquels elles participaient.
En particulier, Oliva Dionne soupçonnait les étrangers en raison de leur rôle dans la perte de garde des filles. En 1995, les trois sœurs vivantes ont allégué que leur père avait abusé d'elles sexuellement pendant leur adolescence.
Les cinq sœurs se mirent à apparaître dans différentes circonstances. En particulier, leur représentation de There'll Always Be an England en irrita certains. Un reportage de l'événement dans une vidéo de l'Office national du film du Canada de 1978, commenté par Pierre Berton, montre les quintuplées âgées de 13 ans récitant leurs noms et chantant, semblant très malheureuses.

### Âge adulte

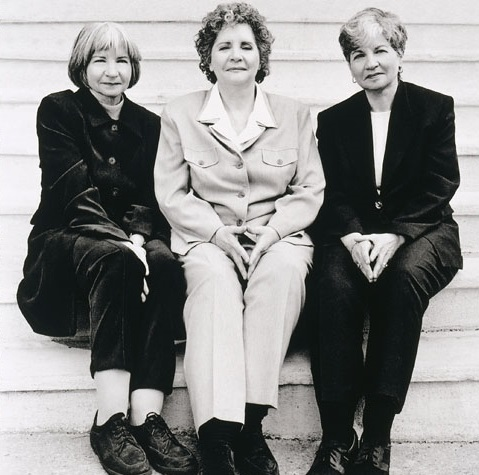
Yvonne, Cécile et Annette Dionne en 1999

En 1965, les quatre sœurs survivantes, Annette, Cécile, Marie et Yvonne, publièrent un livre, Nous étions cinq. Cette autobiographie, ainsi qu'une biographie de Pierre Berton, servit de support à un téléfilm de 1994, Cinq bébés à la une (Million Dollar Babies), produit par CBS et la Société Radio-Canada, avec Roy Dupuis et Céline Bonnier. L'année suivante, les trois sœurs encore vivantes affirmèrent avoir été victimes d'abus sexuels de la part de leur père, mort le 15 novembre 1979, âgé de 76 ans. Elles accusèrent aussi leur mère (morte le 22 novembre 1986, âgée de 77 ans) de violences physiques et verbales, et décrivirent leurs frères et sœurs comme envieux et cruels, ces derniers affirmant que la famille aurait été plus heureuse si elles n'étaient pas nées.
En 1998, après plusieurs années de refus d'entendre les plaintes des sœurs, désormais dans la soixantaine, pauvres et épileptiques, le gouvernement de Mike Harris accorda à Cécile, Yvonne et Annette Dionne une compensation financière de quatre millions de dollars canadiens pour les années d'exploitation de Quintland.

## La Maison Dionne
La maison natale de la famille Dionne où sont nées les quintuplés est devenue un musée en 1985, mettant ainsi en avant leur histoire. Leur maison, historiquement sur la terre familiale des Dionne sur la route 94 à Corbeil en Ontario, a été d'abord déplacée à l'intersection des routes 11 et 17, à North Bay. Un projet d'hôtel en lieu et place de la maison fait craindre la destruction de la maison historique, avant que les bénévoles du musée et la ville de North Bay trouve un endroit de remplacement dans le cœur touristique de North Bay, au bord du lac Nipissing.

### Études
- Gaétan Gervais, Les Jumelles Dionne et l'Ontario français (1934-1944), Sudbury, Prise de Parole, coll. « Ancrages », 2000, 246 p. (ISBN 2-89423-117-2, présentation en ligne).

### Fiction
- L'écrivain Jean Raspail raconte une visite au Quints en 1949 dans son récit En canot sur les chemins du roi. Une aventure en Amérique, 2005, p.124 et suiv.  (ISBN 9782226168245)
- Le roman de fiction La Faille en toute chose de l'auteure canadienne Louise Penny est basé sur l'histoire des quintuplées :

La Faille en toute chose, Flammarion Québec, 2014 ((en) How the Light Gets In, 2013), trad. Claire Chabalier et Louise Chabalier  (ISBN 978-289077-608-1)Réédité par les éditions Actes Sud, coll. « Actes noirs » en 2018 (ISBN 978-2330106331)